# Leong Ka Hang
Leong Ka Hang (en en chino tradicional, 梁嘉恆; Macao portugués, 22 de noviembre de 1992) es un futbolista macaense que se desempeña en la posición de delantero. Actualmente juega en el club Hong Kong Pegasus de la Liga Premier de Hong Kong, la primera división del fútbol hongkonés.

## Selección
Ha sido internacional con la Selección de Macao en 15 ocasiones anotando 6 goles.

## Clubes
| Club            | País      | Año           |
| --------------- | --------- | ------------- |
| Tak Chun Ka I   | Macao     | 2009 - 2013   |
| MFA Development | Macao     | 2013 - 2014   |
| CD Monte Carlo  | Macao     | 2014-2016     |
| Tai Po FC       | Hong Kong | 2016          |
| Sun Pegasus     | Hong Kong | 2017-presente |